# Blockbuster (sèrie de televisió)
Blockbuster és una sèrie de televisió de comèdia estatunidenca creada per Vanessa Ramos, que també n'és la productora guionista i la productora executiva. Basada en la marca Blockbuster, la sèrie és protagonitzada per Randall Park com a Timmy, el gerent d'una versió fictícia de l'últim videoclub de Blockbuster. La sèrie es va estrenar a Netflix el 3 de novembre de 2022, amb els subtítols en català. El desembre d'aquell mateix any la sèrie va ser cancel·lada després d'una sola temporada.

## Repartiment i personatges

### Principal
- Randall Park com a Timmy Yoon[6][7][8][9]
- Melissa Fumero com a Eliza Walker[8][9][10]
- Olga Merediz com a Connie Serrano[11]
- Tyler Alvarez com a Carlos Herrera[9][11]
- Madeleine Arthur com a Hannah Hadman[11]

### Secundari
- J. B. Smoove com a Percy Scott[11]
- Leonard Robinson com a Aaron Walker

### Convidat
- Ashley Alexander com a Mila[12]
- Robyn Bradley com a Miranda[12]
- Bobby Moynihan com a Stevie

## Episodis
| Núm. | Títol               | Direcció            | Guió                            | Data d'estrena original |
| ---- | ------------------- | ------------------- | ------------------------------- | ----------------------- |
| 1    | «Pilot»             | Payman Benz         | Vanessa Ramos                   | 3 de novembre de 2022   |
| 2    | «Blockbuster Daddy» | Payman Benz         | Leila Strachan                  | 3 de novembre de 2022   |
| 3    | «Evan and Trevin»   | Aleysa Young        | Vanessa Ramos i Jackie Clarke   | 3 de novembre de 2022   |
| 4    | «The Itsy Bitsy»    | Aleysa Young        | Bridger Winegar                 | 3 de novembre de 2022   |
| 5    | «King of Queens»    | Katie Locke O'Brien | Rachel Pegram                   | 3 de novembre de 2022   |
| 6    | «Parental Control»  | Payman Benz         | Brandon James Childs            | 3 de novembre de 2022   |
| 7    | «Intimate Angels»   | Katie Locke O'Brien | Francisco Cabrera-Feo           | 3 de novembre de 2022   |
| 8    | «Special Guy Day»   | Payman Benz         | Jackie Clarke i Tristan Bailey  | 3 de novembre de 2022   |
| 9    | «Thimble»           | Jackie Clarke       | Bridger Winegar i Elizabeth Kim | 3 de novembre de 2022   |
| 10   | «Sh*t Storm»        | Jackie Clarke       | Vanessa Ramos i Mary Nguyen     | 3 de novembre de 2022   |